# Triangelmärkning (häst)
En triangelmärkning av en häst innebär att man med hjälp av frysmärkning (eller brännmärkning, dock förbjudet i Sverige), förser hästen med en triangelsymbol på hästens vänstra länd.
Triangelmärkningen görs efter att hästen delvis är utförsäkrad från sitt försäkringsbolag på grund av en permanent skada som begränsar hästens rörelser. Dock ska hästen fortfarande ha möjlighet till ett gott liv med annat användningsområde, så att avlivning ännu inte är nödvändigt.
Efter triangelmärkning får hästen inte användas för tävling och endast för lättare ridning eller körning. Svenska ridsportförbundet anger att den inte får användas i lektionsverksamhet vid ridskolor anslutna till förbundet.
Vid eventuell skada på hästen där försäkringen åberopas, gäller den med undantag för den typ av skada som ledde till triangelmärkningen. En märkning efter en permanent hälta innebär dessutom att försäkringen gäller med reservation för hälta på alla fyra benen.
Olika försäkringsbolag har olika regler för triangelmärkningen vad gäller minsta försäkringsbelopp, vilka skador där triangelmärkning kan medges, etc.